# Brian Magee
Brian Magee (født 9. juni 1975 i Lisburn i Nordirland) er regerende europamester i supermellemvægt-boksning-mester, der som amatør konkurrerede for Irland i mellemvægtdivision i Sommer-OL 1996. Som professionel har han vundet de europæiske, IBO og britiske super-mellemvægttitler.

## Amatør Karriere
Magee repræsenterede Irland i Sommer-OL 1996.

### Olympiske resultater
- Besejrede Randall Thompson (Canada) 13-5
- Besejrede Bertrand Tetsia (Cameroon) 06/11
- Tabte til Mohamed Bahari (Algeriet) 15/09

Magee vandt en bronzemedalje for Nordirland i 1998 Commonwealth Games og sølvmedaljen for Irland i 1998 EM i Minsk i Hviderusland.

## Professionel karriere
Efter Commonwealth Games blev Magee professionel i marts 1999 og boksede mod Dean Ashton på Bowler Arena i Manchester i England på undercard til et boksestævne med navne, der omfattede Damaen Kelly, Michael Brodie og Clinton Woods. Magee vandt sin debut slog sin modstander ud inden for 2 omgange.
Han vandt den ledige IBO Intercontinental supermellemvægt-titel i januar 2001 ved at besejre Neil Linford fra England. Han erobrede IBO World supermellemvægt titelen og havde 8 succesfulde forsvar.
I december 2008 slog han ubesejrede skotske Stevie Maguire og vandt den britiske super-mellemvægt-titel og efter en 13-måneders pause, vendte han tilbage for at besejre danske Mads Larsen i en 7. omgang knockout i Århus og blev kronet som europamester for første gang.
Den 26. maj 2006 blev Magee besejret af den daværende ubesejrede Carl Froch via knockout i 11. omgang.
Den 11. september 2010 forsvarede Brian Magee sin europæiske titel mod Armeniens Roman Aramian, der endte med armenieren ikke kunne fortsætte efter 8. omgang. Magee udfordrede IBF Super-mellemvægt mesteren Lucian Bute i Canada den 19. marts 2011. Han tabte kampen til Lucian Bute via TKO i 10. omgang.
Den 9. December i 2012 forsvarede Magee sit WBA-bælte imod den danske bokser Mikkel Kessler, men efter et direkte slag i solar plexus i 2. runde, kom Magee ikke helt til kræfterne igen, og tabte et stykke inde i 3. runde da dommeren valgte at stoppe kampen og Mikkel Kessler vandt på TKO.